# Era del ferro germànica
L'edat del ferro germànica és un període comprès entre el 400 i el 800 després de J-C, en el moment de les invasions bàrbares a Europa continental. El seu començament és marcat per la caiguda de l'Imperi Romà i l'augment de poder dels «Regnes germànics» a Europa occidental. A Escandinàvia, és seguit per l'anomenada era vikinga.
Se'l divideix generalment en dos períodes; el segon (550-800) és conegut com a Era de Vendel a Suècia i Era Merovingia a Noruega.
Amb el pillatge de l'ex-Imperi Romà, va arribar a Escandinàvia una gran quantitat d'or, el qual va ser utilitzat per fabricar fundes d'armes blanques i nombroses joies, amb la qual cosa es va desenvolupar l'art de la metal·lúrgia en aquesta regió. Després de la caiguda de l'imperi, l'or va esdevenir rar i els germànics es van girar cap al bronze daurat per als seus artefactes, i els decoraren amb animals en l'estil escandinau. Aquest art, rompent amb l'estil realista del primer període, es caracteritza per formes complicades i entrellaçades que van marcar també l'edat vikinga.